# Người Balkar

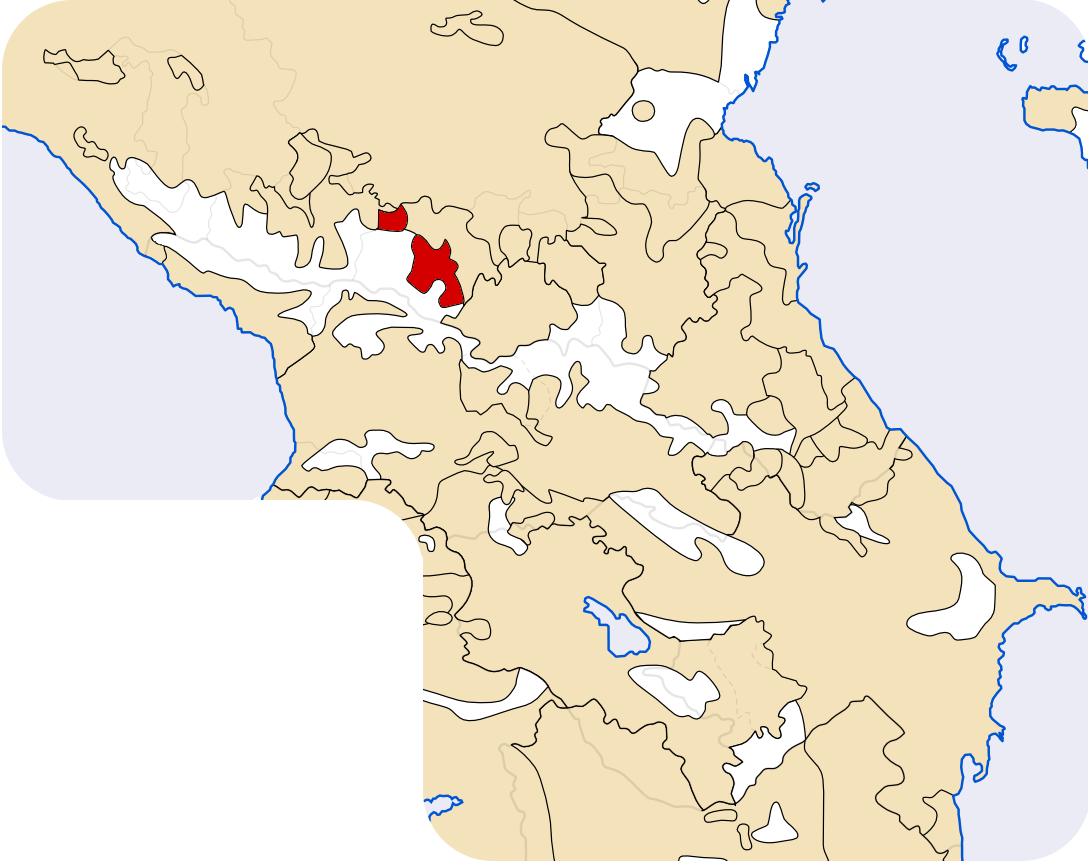
Phân bố người Balkar ở Kavkaz

Người Balkar (tiếng Karachay-Balkar: Малкъарлыла, Malqarlıla hoặc таулула, tawlula, nghĩa chữ là Người vùng núi; tiếng Nga: Балкарцы, Balkartsy), là một dân tộc thuộc nhóm sắc tộc Turk, cư trú ở vùng Kavkaz, và là dân tộc chính của Cộng hòa Kabardino-Balkaria thuộc Nga.
Người Balkar có dân số vào khoảng 125.000 người, chủ yếu ở Liên bang Nga. Tại các nước khác như Kazakhstan, Kyrgyzstan có cỡ vài ngàn người.
Người Balkar nói tiếng Karachay-Balkar, một ngôn ngữ thuộc phân nhóm Ponto-Caspi, Nhóm ngôn ngữ Kipchak trong Ngữ hệ Turk.